# Vesela jesen 1992
XXV. Vesela jesen je potekala 24. oktobra 1992 v dvorani Tabor v organizaciji Radia Maribor. Vodila sta jo Blanka Hohnjec in Dušan Tomažin, orkestru pa je dirigiral Edvard Holnthaner.

## Tekmovalne skladbe
| #   | Izvajalec                         | Naslov pesmi                 | Avtorji (glasbe – besedila – aranžmaja)                    | Nagrade                                                                |
| --- | --------------------------------- | ---------------------------- | ---------------------------------------------------------- | ---------------------------------------------------------------------- |
| 1.  | Karli Gradišnik                   | Pozdrav iz Logarske doline   | Franci Podbrežnik – Milan Grudnik – Boris Rošker           |                                                                        |
| 2.  | Sedmi raj                         | Mouja ogelca                 | Mario Engelsberger – Metka Karba Jauk – Slavko Avsenik ml. | 3. nagrada za besedilo                                                 |
| 3.  | Stanka Macur                      | Jesenske noči                | Belizar Dujec – Ivanka Bogolin – Boris Rošker              |                                                                        |
| 4.  | Ljubo Huzjan & Jože Ekart         | Polonska smučarija           | Smiljan Greif – Jože Ekart – Greif                         |                                                                        |
| 5.  | Ansambel Slovenija & Kvartet Ajda | Zvonovi za praznik           | Edvin Fliser – Mitja Šipek – Oto Pestner                   | 2. nagrada občinstva                                                   |
| 6.  | Miran Zadnik                      | Kjer kapljica kraljuje       | Peretta Zadnik – Ivan Sivec – Lean Klemenc                 |                                                                        |
| 7.  | Nuša & Karavans                   | Naša oma je najboljša        | Boris Rošker – Vinko Šimek – Boris Rošker                  |                                                                        |
| 8.  | Jože Kobler                       | Ja, lušno je blo             | Albin Železnik – Srečko Niedorfer – Marjan Golob           |                                                                        |
| 9.  | Mateja Horvat                     | Radgonski sejem              | Dezider Cener – Božo Harb – Edvard Holnthaner              |                                                                        |
| 10. | Don Juan & Damjan Zih             | Toni ma pa lepo kapo         | Damjan Zih – Zih – Danilo Ženko                            |                                                                        |
| 11. | Čudežna polja                     | Pujček v brlužjaki           | Gorazd Elvič – Miroslav Slana – Edvard Holnthaner          | 1. nagrada za besedilo*                                                |
| 12. | Edvin Fliser                      | Dežela Štajerska             | Edvin Fliser – Metka Karba Jauk – Jože Privšek             | 1. nagrada strokovne žirije                                            |
| 13. | New Swing Quartet & Alenka Godec  | Na vrh Triglava čolnič plava | Oto Pestner – Dare Hering – Tomaž Kozlevčar                | nagrada za aranžma; za izvedbo; 2. nag. za besedilo; 3. nag. občinstva |
| 14. | Irena Vrčkovnik                   | Moj šocej                    | Igor Podpečan – Mitja Šipek – Podpečan                     | zlati klopotec; 1. nagrada občinstva                                   |
| 15. | Magnet                            | Ne jouči oče                 | Jože Ružič – Ružič – Gorazd Kozmos                         |                                                                        |
| 16. | Bratje iz Oplotnice               | Pjebi štajerski              | Boris Rošker – Davorin Urih – Rošker                       |                                                                        |